# Mermessus lindrothi
Mermessus lindrothi là một loài nhện trong họ Linyphiidae.
Loài này thuộc chi Mermessus. Mermessus lindrothi được Herman Theodor Holm miêu tả năm 1960.